# Гайзли (футбольный клуб)
«Гайзли» (англ. Guiseley AFC) — английский футбольный клуб из одноимённого города, в графстве Уэст-Йоркшир. Образован в 1909 году. Домашние матчи проводит на стадионе «Нетермур Парк».В сезоне 2014/2015 впервые в своей истории вышел в Национальную лигу.

## Основание и ранняя история
Клуб был основан в 1909 году местной группой энтузиастов. Первый успех пришел уже в 1913 году, когда команда выиграла местную лигу (Wharfedale League). После окончания Первой Мировой Войны клуб присоединился к лиге Лидса, но пробыл там  недолго, до 1924 года, когда перешел в другую (West Riding County Amateur Football League) лигу, что принесло в итоге успех клубу. Три чемпионства в 1930-х и два выхода в 1/8 старого любительского кубка Англии, против Саут Банк в 1932 и Кембридж Таун (сейчас Сити в 1934.
Четвертый чемпионский титул был выигран в 1939 году, после чего, пятого титула пришлось ждать 17 лет до 1956 года. За этим последовал переход в Западную лигу Йоркшира (West Yorkshire League), и замечательные выступления в местном кубке (Wharfedale Challenge Cup), который выигрывался 9 из 10 раз в шестидесятых годах.
Клуб заявился во Второй дивизион лиги Йоркшира в 1968 году и вылетел во вновь сформированный Третий дивизион в 1970. Однако, Гайзли смог вернуться во Второй дивизион с первой попытки, а уже в 1974 году болельщики клуба праздновали выход в Первый дивизион лиги Йоркшира. Вылетев оттуда в первый сезон, уже на следующий год команда вернулась обратно, как чемпион Второго дивизиона. Команда становилась призером Первого дивизиона в 1980 и 1982 годах.

## Визит на Уэмбли
Клуб стал членом Восточной лиги Северных графств (Northern Counties East League) в сезоне 1982-83, и дошел до полуфинала ФА Вазы в 1990 году. Клуб выиграл в Bramall Lane в следующем сезоне, победив Грейсли Роверс 3-1 в переигровке после 4-4 ничьей на стадионе Уэмбли, вместе с титулом чемпиона Восточной лиги Северных графств, получая повышение в Первый дивизион Северной Премьер лиги в 1991 году.
Команда снова дошла до финала ФА Вазы в 1992 году, но проиграла в финале Уимборн Таун. Первый дивизион Северной Премьер лиги был выигран в 1994 году, в этом сезоне команда также дошла до полуфинала ФА Трофи.
Клуб оставался в Премьер дивизионе до 2000 года, пока не вылетел. Вернуться получилось в 2004 году. В сезоне 2007/08, команде немоного не хватило до попадания в плей-офф, она остановилась на 6 месте в одном очке от Букстона.
Начиная с 1990 года, клуб шесть раз доходил до 4-го квалификационного раунда Кубка Англии, пробившись в первый раунд в сезоне 2002/03, команда уступила 0-4
Лутон Тауну. Дойдя туда вновь в сезоне 2010/11, Гайзли проиграл Реддич Юнайтед 2-1.

## Повышение в Северную конференцию
В последней игре сезона 2009/10 "Львы" выиграли Северную Премьер лигу. Победа 2-0 над Эштон Юнайтед, вместе с ничьей между Бостон Юнайтед и Марин, позволили Гайзли играть в Северной конференции начиная с сезона 2010/11. Эта победа в лиге увенчала столетний юбилей клуба.
Команда прекрасно начала выступление в Северной конференции, и по состоянию на конец октября, занимала 3 место в лиге. В кубке Англии, дойдя до 1 раунда, Гайзли уступил Кроули Таун 5-0. Также неплохо клуб выступил в ФА Трофи, дойдя до четвертьфинала, где они потерпели домашнее поражение от Лутон Таун 1-0. Также команда победила в West Riding Cup County.
Успешные кубковые выступления, подтолкнули Гайзли закончить чемпионат на 5 месте - самом высоком в своей истории, заработав себе место в плей-офф. В полуфинале команда встречалась с Бостон Юнайтед, по итогам двух встреч счет был 3-3, однако Гайзли оказался сильнее в серии пенальти .
В финале против Телфорд Юнайтед команда уступила 2-3, при этом выигрывая 2-1 за 12 минут до конца встречи.
Гайзли вновь выступал в Северной конференции в сезоне 2011/12. Клуб продал своего лучшего бомбардира предыдущего сезона Джеймса Уолшоу в клуб Национальной конференции Дарлингтон .

## Награды
- Северная Конференция
  - Победитель плей-офф: 2014–15
- Северная Премьер-лига Премьер дивизион
  - Победители: 2009–10
- Северная Премьер-лига Первый дивизион
  - Победители: 1993–94
- Кубок вызова Северной Премьер лиги
  - Победители: 2009
  - Финалисты: 1999
- Кубок президента Северной Премьер лиги
  - Победители: 1994
  - Финалисты: 1996, 1998
- West Riding County Cup
  - Победители: 1979, 1980, 1981, 1983, 1994, 1996, 2005, 2011, 2012.